# Karabin maszynowy Bren

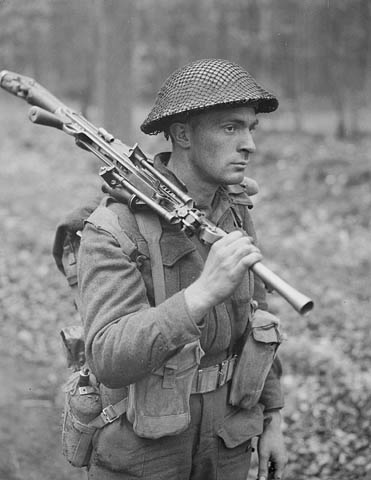
Kanadyjski żołnierz z Brenem (1945)

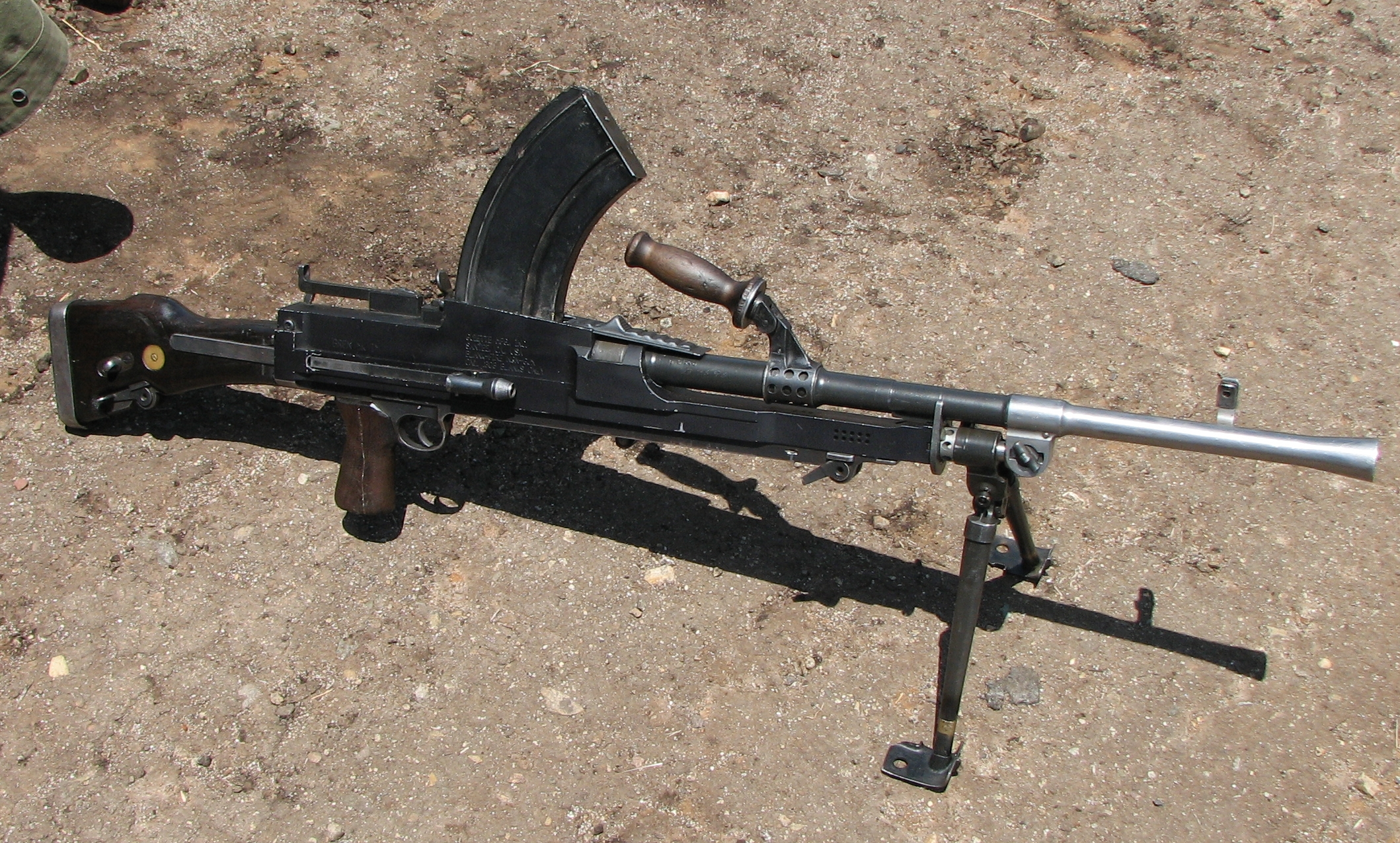
Jeden ze współczesnych egzemplarzy Brena

Bren – brytyjski ręczny karabin maszynowy projektu czechosłowackiego konstruktora broni Václava Holka.

## Historia
Bren był produkowaną na licencji odmianą rozwojową czechosłowackiego rkmu ZB vz. 26, dostosowaną do standardowej brytyjskiej amunicji. Nazwa pochodziła od nazw miejscowości Brno, w której znajdowały się zakłady Zbrojovka Brno (producent ZB 26) i Enfield, w których znajdowały się zakłady Royal Small Arms Factory (miały produkować wersję licencyjną). Bren został wybrany jako zwycięzca konkursu na rkm dla armii brytyjskiej, prowadzonego od 1930 do 1934 r., w toku którego konstrukcja broni podlegała kolejnym ulepszeniom. Pierwszy seryjny Bren został wyprodukowany 3 września 1937, a 4 sierpnia 1938 r. rkm został oficjalnie przyjęty na uzbrojenie armii brytyjskiej.
W stosunku do ZB 26 zmieniono nabój na brytyjski .303 cala, poza tym m.in. wydłużono komorę zamkową i uproszczono rozkładanie. Szybkostrzelność teoretyczna uległa zmniejszeniu, lecz wzrosła celność. Na potrzeby armii brytyjskiej produkowano prawie identyczne wersje Mk I, Mk I* (wymienne oznaczenie Mk IM), Mk II (uproszczony celownik i rezygnacja z teleskopowego dwójnogu na uproszczony o stałych ramionach) i Mk III. W czasie wojny karabin był produkowany również przez australijskie zakłady Lithgow Small Arms Factory oraz przez kanadyjskie zakłady John Inglis w Toronto, gdzie również powstała wersja kalibru 7,92 × 57 mm (dla Chin). W 1944 r. rozpoczęto produkcję lżejszej wersji Mk IV (w stosunku do MK II i MK III skrócono lufę do 56,5 cm).
Bren był solidny, niezawodny, łatwy w obsłudze i konserwacji. Nie był zbyt ciężki jak na swoją rolę operacyjną i był bardzo celny.
W 1959 r. powstała wersja L4 kalibru 7,62 × 51 mm NATO. L4 produkowany był w wersjach A1 do A6. Wersje L4A3, L4A4 i L4A6 miały lufy z rowkami przyśpieszającymi chłodzenie w czasie intensywnego prowadzenia ognia.
W czasie II wojny światowej Bren znajdował się na uzbrojeniu armii brytyjskiej i armii państw Wspólnoty Brytyjskiej, a także jednostek innych armii utworzonych na terytorium Wielkiej Brytanii (w tym Wojska Polskiego). Z ok. 30.000 sztuk wyprodukowanych do czerwca 1940 r., większość utracono we Francji, a w Wielkiej Brytanii pozostało w tym okresie jedynie 2300 sztuk. W szczytowym okresie, po wprowadzeniu 6 czerwca 1941 r. uproszczonego modelu Mk II, produkcja sięgnęła 1000 sztuk miesięcznie.
Po II wojnie światowej był używany między innymi w czasie wojny koreańskiej oraz wojny falklandzkiej. Pozostawał na wyposażeniu armii Jej Królewskiej Mości do lat 90. XX w., a także indyjskiej, która wykorzystywała je podczas walk w Kaszmirze jeszcze na początku XXI w.

## Opis techniczny
Ręczny karabin maszynowy Bren był zespołową bronią samoczynno-samopowtarzalną. Zasada działania oparta na odprowadzaniu gazów prochowych przez boczny otwór w lufie, ryglowanie przez przekoszenie zamka w płaszczyźnie pionowej. Zasilanie magazynkowe z magazynka pudełkowego o pojemności 30 naboi (w praktyce ładowano do 29, gdyż część magazynków pochodzących od kooperantów zacinała się przy pełnym załadowaniu). Lufa wymienna zakończona stożkowym tłumikiem płomieni. Broń standardowo wyposażona w dwójnóg. Mogła być też używana w roli uniwersalnego karabinu maszynowego na specjalnym trójnogu.

## Dane taktyczno-techniczne
| Wzór                                     | Mk I                 | Mk I* / Mk IM        | Mk II                | Mk III               | Bren (chiński)      | L4                |
| Nabój                                    | .303 (7,7 × 56 mm R) | .303 (7,7 × 56 mm R) | .303 (7,7 × 56 mm R) | .303 (7,7 × 56 mm R) | 7,92 × 57 mm Mauser | 7,62 × 51 mm NATO |
| Długość karabinu (mm)                    | 1156                 | 1156                 | 1153                 | 1153                 | ?                   | ?                 |
| Długość lufy (mm)                        | 635                  | 635                  | 572                  | 572                  | ?                   | ?                 |
| Masa karabinu (kg)                       | 8,68                 | 8,68                 | ?                    | ?                    | ?                   | ?                 |
| Szybkostrzelność teoretyczna (strz./min) | 500                  | 540                  | 480                  | 520                  | ?                   | ?                 |
| Prędkość początkowa pocisku (m/s)        | 731                  | 731                  | ?                    | ?                    | ?                   | ?                 |